# Romano Püntener
Romano Püntener (* 26. Februar 2004) ist ein liechtensteinischer Cross-Country-Mountainbiker.

## Sportlicher Werdegang
Püntener machte bei den Jugend-Europameisterschaften 2018 im Aostatal auf sich aufmerksam, als er in einem gemischten Team mit Fahrern aus der Schweiz und aus Liechtenstein Staffel-Europameister in der Kategorie U15 wurde. 2020 gewann er die Gesamtwertung des Swiss Bike Cup in seiner Altersklasse.
Im Oktober 2020, mit 16 Jahren, gewann Püntener die Liechtensteiner Mountainbike-Meisterschaften und wiederholte diesen Erfolg bis 2023 jedes Jahr. Als Junior trat er 2022 und 2023 bei Mountainbike-Europameisterschaften und -Weltmeisterschaften an, wobei er jeweils auf die Range 11 bis 13 kam. Auch in der U23 vertrat er Liechtenstein bei diesen Wettkämpfen. Im Weltcup war seine beste Platzierung der 32. Platz 2024 in Crans-Montana. Beim folgenden Rennen in Mont Sainte-Anne verletzte er sich an der Schulter und musste operiert werden.
Ende 2022 wurde Püntener als erster Mountainbiker zum Liechtensteiner Sportler des Jahres gewählt. Aufgrund einer Wildcard konnte er am olympischen Mountainbikerennen 2024 teilnehmen, das er auf dem 28. Rang beendete. Neben seinen sportlichen Tätigkeiten arbeitet er in einem Fahrradgeschäft in Schaan. Seit Juli 2023 ist er zusätzlich beim Liechtenstein Olympic Committee angestellt.

## Erfolge
2020
 Liechtensteinischer Meister – Cross-Country XCO
2021
 Liechtensteinischer Meister – Cross-Country XCO
2022
 Liechtensteinischer Meister – Cross-Country XCO
2023
 Liechtensteinischer Meister – Cross-Country XCO